# Aboe Bakr

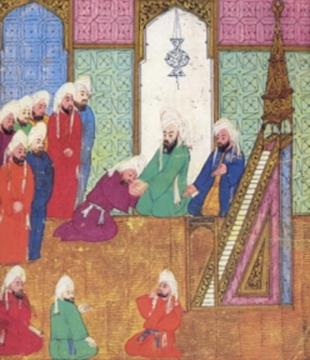
Perzische miniatuur: Na Aboe Bakrs verkiezing tot kalief zweren de aanwezigen hem trouw

Aboe Bakr (Abdullah ibn Abu Qahafa) (Arabisch: عبد الله بن أبي قحافة) (Mekka, ca. 573 - aldaar 634) was een vriend, trouw bondgenoot en een schoonvader van Mohammed, stichter van de islam. De naam van zijn vader was Uthman Abu Quhafa en van zijn moeder Salma Umm-ul-Khair. Aboe Bakr kreeg in totaal zes kinderen van vier vrouwen.
Zijn geboortenaam was Abdullah. De naam Aboe Bakr (de vader van Bakr) kreeg hij van Mohammed na zijn bekering. Van Mohammed kreeg hij ook de bijnaam as-Siddiq, hetgeen betekent de waarachtige. 
Aboe Bakr was een welgesteld handelaar en een van de eersten die zich tot de islam bekeerden. Ook speelde hij een rol in de bekering van vooraanstaande metgezellen van Mohammed, waaronder Oethman ibn Affan, Abd al-Rahman ibn Awf, Sa`d ibn Abi Waqqas, Zubayr ibn al-Awwam, Talha ibn Oebeydullah, Abu Ubayda ibn al-Jarrah en de Afrikaanse slaaf Bilaal Ibn Rabaah', die hij had vrijgekocht. Na de emigratie naar Medina -de eerste vrouw van Mohammed, Khadija was drie jaar eerder overleden- bood Aboe Bakr zijn dochter Aïsja aan Mohammed aan als vrouw.
Volgens de islamitische Tradities behoort Aboe Bakr tot de tien mensen van wie werd getuigd dat zij voor het Paradijs bestemd waren. Aboe Bakr behoort daarnaast tot de zogenoemde 'vier rechtgeleide kaliefen'.

## Na het overlijden van Mohammed
Na het overlijden van Mohammed in 632 werd Aboe Bakr door de vooraanstaande sahaba en door sommigen van de ansaar vrijwel unaniem, maar in haast, gekozen tot eerste Kalief van de moslimgemeenschap. Hij werd kalief op 8 juni 632, de dag waarop Mohammed overleed . In de islamitische Tradities is bekend dat Omar ibn al-Chattab een belangrijke en een doorslaggevende rol speelde bij de benoeming van Aboe Bakr tot Kalief en was hij ook de eerste moslim die hem trouw zwoer. Mohammeds neef en schoonzoon Ali was hierbij echter niet aanwezig. Aanhangers van Ali waren het niet met de aanwijzing van Aboe Bakr, die zij als usurpator zagen, tot kalief eens. Zij meenden dat de kalief niet gekozen kon worden, maar dat het leiderschap van nature over gaat tot een lid van de familie van Mohammed, in dit geval dus Ali. Volgens hen moet de kalief dus een directe bloedband hebben met Mohammed. De soennitische moslims verwerpen deze theologie en zijn van mening dat het geloof in God en in Zijn boodschapper volledig los staat van familie of bloedband. De aanstelling van Aboe Bakr tot kalief wordt door de soennieten bekrachtigd door het feit dat Mohammed het gebed in de moskee aan Aboe Bakr liet leiden toen hij ziek was.
Aboe Bakr overwon tijdens zijn korte maar krachtige leiderschap alle tegenstand van rebellerende bedoeïenenstammen in Arabië en voegde daarmee het hele Arabische schiereiland bij het Kalifaat. Onder zijn leiding werden ook de eerste grote gebieden door de moslims veroverd: Syrië en Mesopotamië.

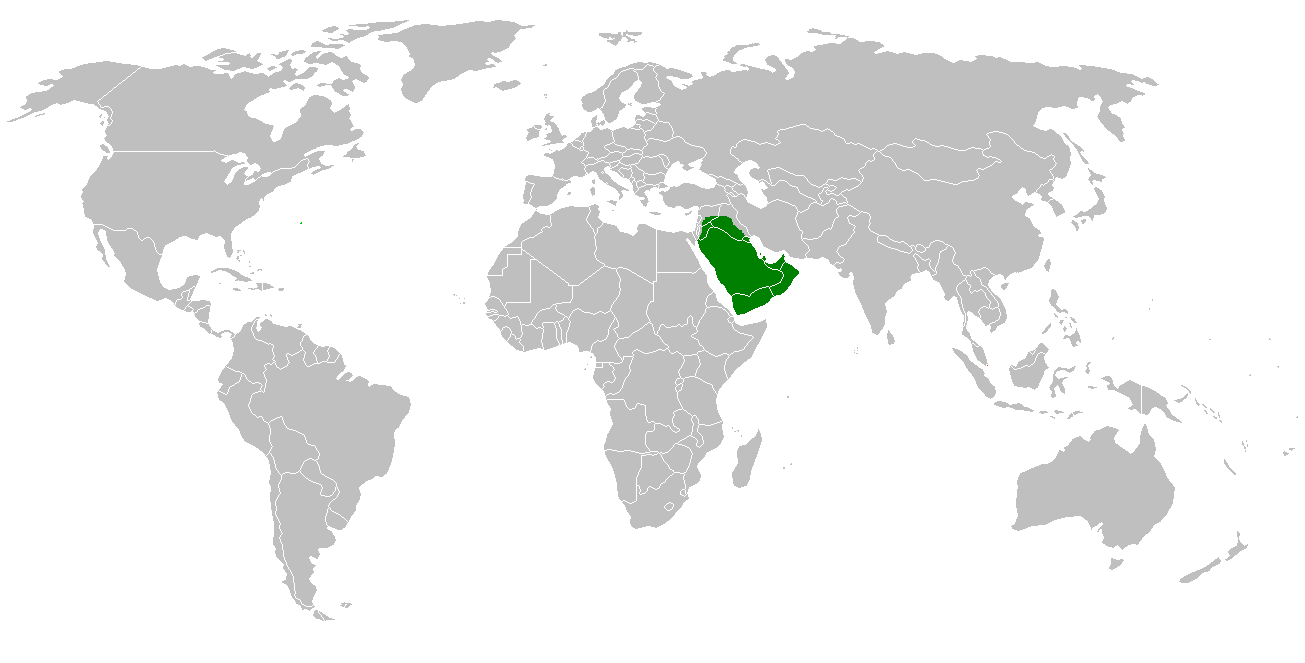
Hoogtepunt van Aboe Bakr in 634

In 634, twee jaar na het overlijden van Mohammed, gaf Aboe Bakr de opdracht alle Koranverzen die door Mohammed als boodschapper geopenbaard waren te verzamelen. Veel volgelingen van Mohammed kenden grote delen van de Koran uit hun hoofd en veel was ook op perkament, boomschors en kamelenbot opgeschreven, maar er bestond nog geen geschreven standaardversie. Onder kalief Oethman werden deze verzamelde teksten in de juiste volgorde samengebundeld en werden de kopieën ervan verstuurd naar alle islamitische landen. Volgens moslims is de Koran nog steeds authentiek, dat wil zeggen, zoals geopenbaard aan Mohammed. Er zijn echter ahadith die suggereren dat er soera's en verzen ontbreken in de hedendaagse Koran.
Op zijn sterfbed benoemde Aboe Bakr Omar ibn al-Chattab als zijn opvolger. De kalifaatakte werd opgetekend door Oethman ibn Affan.
Aboe Bakr werd tijdens zijn kalifaat Khulafā ur Rasūlu-llah (kalief van de Boodschapper) genoemd, terwijl de kaliefen na hem Amier-ul Mu'minien (Leider der Gelovigen) werden genoemd.

## Hadith over Aboe Bakr
Het is overgeleverd binnen een Hadith dat Mohammed ibn al-Hanafiyyah (de zoon van Ali ibn Aboe Talib) zei:
“Ik vroeg aan mijn vader: "Wie van de mensen was de beste na de Boodschapper van God (vrede en zegeningen zij met hem)?" Hij antwoordde: “Aboe Bakr.” Ik vroeg: “Wie daarna?” Hij antwoordde: “Daarna Omar.” Ik vreesde dat hij (daarna) Oethmaan zou zeggen dus zei ik: “Daarna ben jij?” Hij antwoordde: “Ik ben slechts een man onder de moslims.” (Boechari)
Ook is een Hadith het volgende overgeleverd door Djoebair ibn Moet’im:
Een vrouw kwam naar de Profeet, hij beval haar om later terug te komen. Ze zei: “Wat als ik kom en u niet zou vinden?” alsof ze wilde zeggen, “Als ik u dood zou aantreffen?” De Profeet zei: “Als je me niet zou vinden, ga naar Aboe Bakr.” (Boechari en Moeslim)
Abû Bakr As-Siddîq · ʿUmar ibn al-Khattâb · ʿUthmân ibn Affân · ʿAlî ibn Abî Tâlib · Talha ibn ʿUbayd Allâh · Zubayr ibn al-Awwâm · ʿAbdur Rahman ibn ʿAwf · Saʿd ibn Abi Waqqâs · Abu Ubayda ibn al-Jarrah · Saʿîd ibn Zayd
- Bibsys: 97013967
- Bibliothèque nationale de France: cb15598577g (data)
- CiNii: DA15318036
- Gemeinsame Normdatei: 118859323
- International Standard Name Identifier: 0000 0000 7861 7829
- Library of Congress Control Number: n50036870
- Nationale bibliotheek van Australië: 36043810
- Nationale Bibliotheek van Israël: 987007257303105171
- Nederlandse Thesaurus van Auteursnamen: 075113694
- Système universitaire de documentation: 07814664X
- TDVİA: ebu-bekir
- Trove: 1199183
- Virtual International Authority File: 97606468